# XVII. Mediteranske igre – Mersin 2013.
17. Mediteranske igre održale su se od 20. do 30. lipnja 2013. godine u turskom gradu Mersinu. Na Igrama je prvi put nastupala Makedonija, iako geografski ne zadovoljava kriterije.

## Grad domaćin
Domaćinstvo je dobio grčki grad Volos. Zanimljiv je podatak da je hrvatski grad Rijeka u drugom krugu pri tijesnom nadglasavanju zamalo dobio domaćinstvo dobivši 34 glasa (naspram 37 koje je dobio Volos).
Kandidati su bili:
- Volos, Grčka
- Mersin, Turska
- Rijeka, Hrvatska

Od kandidature je odustala sirijska Latakija.
Nakon prvog kruga, otpao je turski Mersin.

28. siječnja 2011. Volos je odustao od organizacije Igara zbog financijske krize u Grčkoj. 23. veljače je svemrežnom anketom odlučeno da domaćin bude Mersin, a ponuđene su i mogućnosti Tarragona i Tripoli.

## Ljestvica
| Država              | Zlato | Srebro | Bronca | Ukupno |
| ------------------- | ----- | ------ | ------ | ------ |
| Italija             | 70    | 52     | 64     | 186    |
| Turska              | 47    | 43     | 36     | 126    |
| Francuska           | 25    | 25     | 45     | 95     |
| Španjolska          | 21    | 32     | 29     | 82     |
| Egipat              | 21    | 22     | 24     | 67     |
| Grčka               | 15    | 18     | 26     | 59     |
| Slovenija           | 13    | 11     | 11     | 35     |
| Srbija              | 12    | 11     | 11     | 34     |
| Hrvatska            | 11    | 7      | 9      | 27     |
| Alžir               | 9     | 2      | 15     | 26     |
| Tunis               | 7     | 19     | 22     | 48     |
| Maroko              | 7     | 10     | 11     | 28     |
| Albanija            | 3     | 2      | 5      | 10     |
| Cipar               | 2     | 2      | 3      | 7      |
| Crna Gora           | 1     | 1      | 3      | 5      |
| Malta               | 1     | 1      | 0      | 2      |
| San Marino          | 0     | 2      | 3      | 5      |
| Sirija              | 0     | 2      | 0      | 2      |
| Sjeverna Makedonija | 0     | 1      | 4      | 5      |
| Bosna i Hercegovina | 0     | 1      | 3      | 4      |
| Libanon             | 0     | 0      | 2      | 2      |
| Andora              | 0     | 0      | 0      | 0      |
| Libija              | 0     | 0      | 0      | 0      |
| Monako              | 0     | 0      | 0      | 0      |

## Vanjske poveznice
- Međunarodni odbor za Mediteranske igre  Arhivirana inačica izvorne stranice od 3. veljače 2007. (Wayback Machine)
- Riječka kandidatska stranica  Arhivirana inačica izvorne stranice od 11. listopada 2007. (Wayback Machine)
- Volos 2013  Arhivirana inačica izvorne stranice od 20. travnja 2009. (Wayback Machine)